# Crassispira chacei
Crassispira chacei är en snäckart som beskrevs av Leo George Hertlein och Strong 1951. Crassispira chacei ingår i släktet Crassispira och familjen Turridae. Inga underarter finns listade i Catalogue of Life.